# 中里镇
中里镇，是中华人民共和国四川省雅安市雨城区曾经下辖的一个镇。2019年12月，撤销中里镇，将其所属行政区域划归上里镇管辖。

## 行政区划
中里镇撤销前下辖以下地区：
龙泉村、复兴村、建强村、郑湾村、建新村、张沟村和中里村。